# پارک ملی فوجی-هاکونه-ایزو
پارک ملی فوجی هاکونه ایزو (به ژاپنی: 富士箱根伊豆国立公園 Fuji-Hakone-Izu Kokuritsu Kōen) یک پارک ملی است که در توکیو، استان یاماناشی، استان کاناگاوا، استان شیزوئوکا واقع شده‌است.

## جغرافیای پارک
کوه فوجی، کوه‌های هاکونه، شبه جزیره ایزو، جزایر ایزو در این پارک ملی واقع شده‌اند. این پارک بخاطر داشتن کوه‌های آتشفشانی، دریاچه، جزایر زیبا و حمام آب معدنی از نظر جاذبه‌های گردشگری غنی است.

## مناطق پارک
- مناطق فوجی
  - دریاچه تانوکی
  - پنج دریاچه فوجی
  - جنگل آئوکیگاهارا به دریای درختان نیز شهرت دارد.
  - آبشار شیراایتو
  - تالاب کودانوکی
- مناطق هاکونه
  - کوه‌های هاکونه
  - حمام‌های آب‌معدنی هاکونه
  - دریاچه آشینو
- مناطق ایزو
  - کوه آئوگی

## نگارخانه

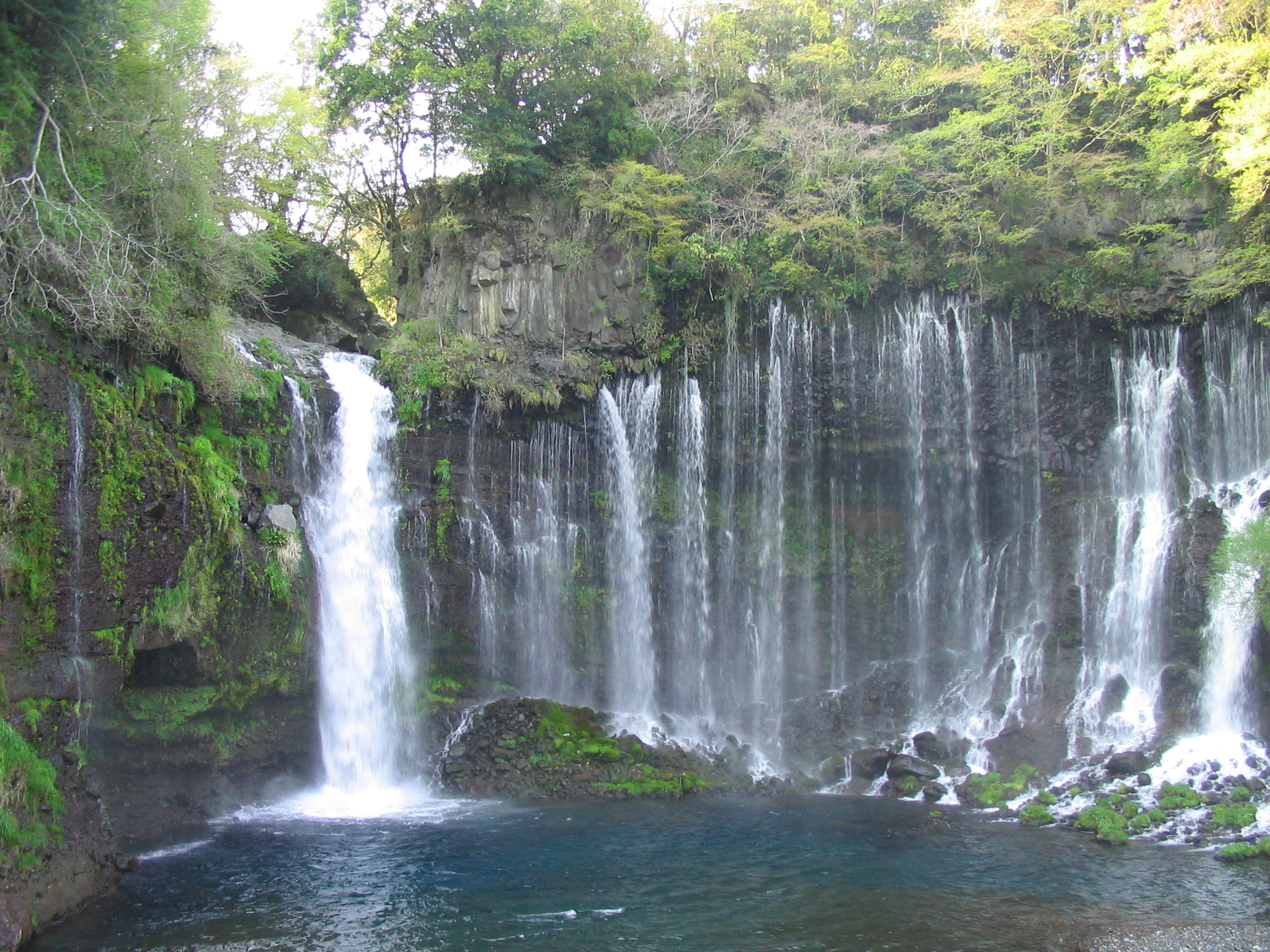
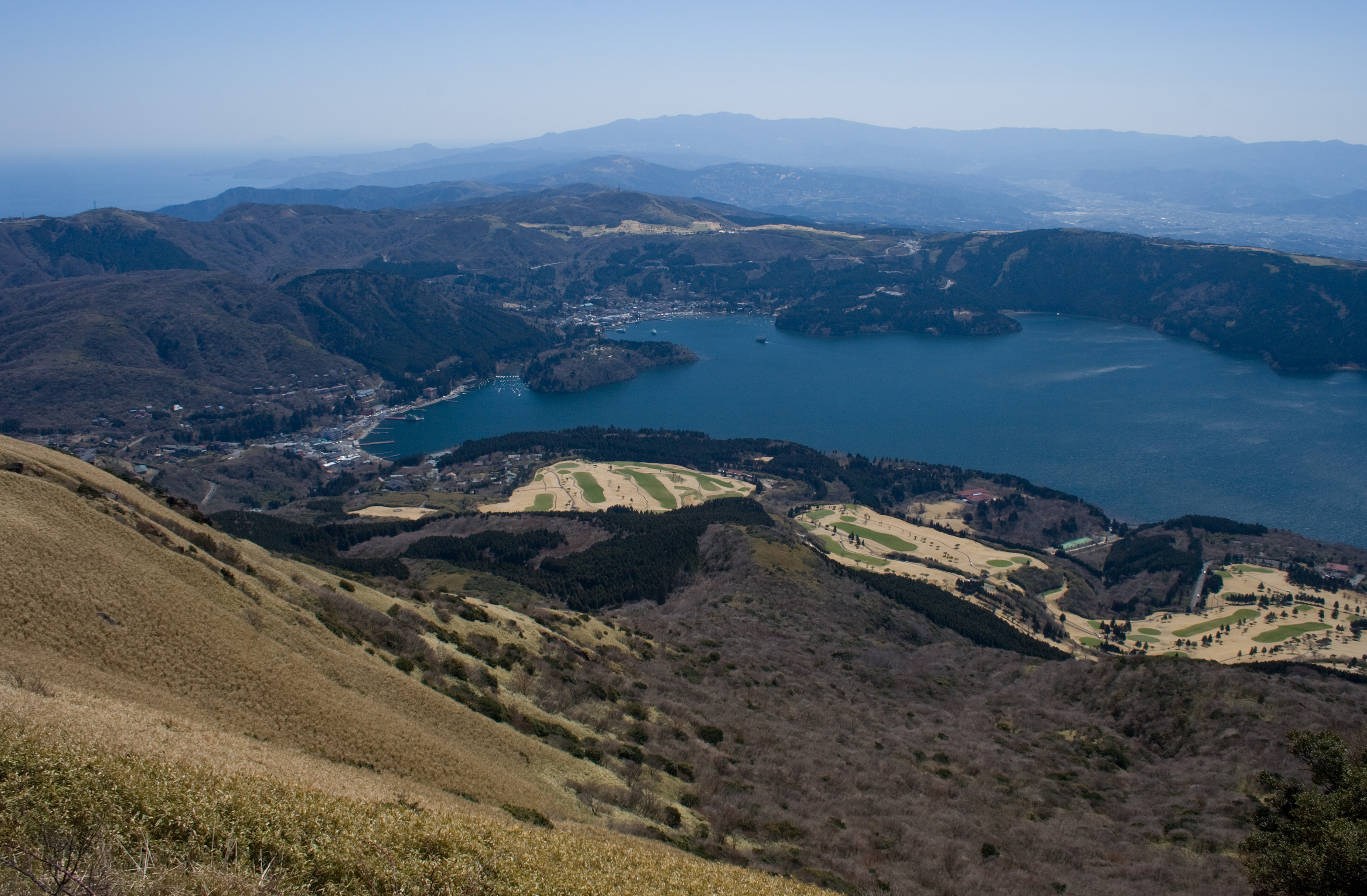
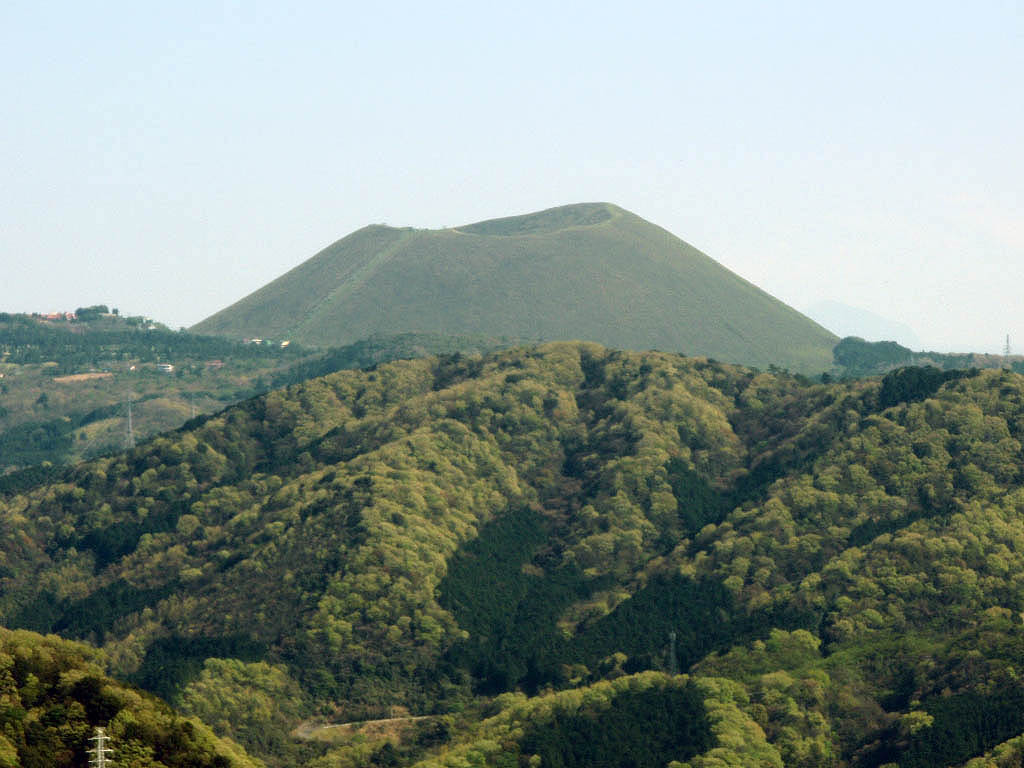
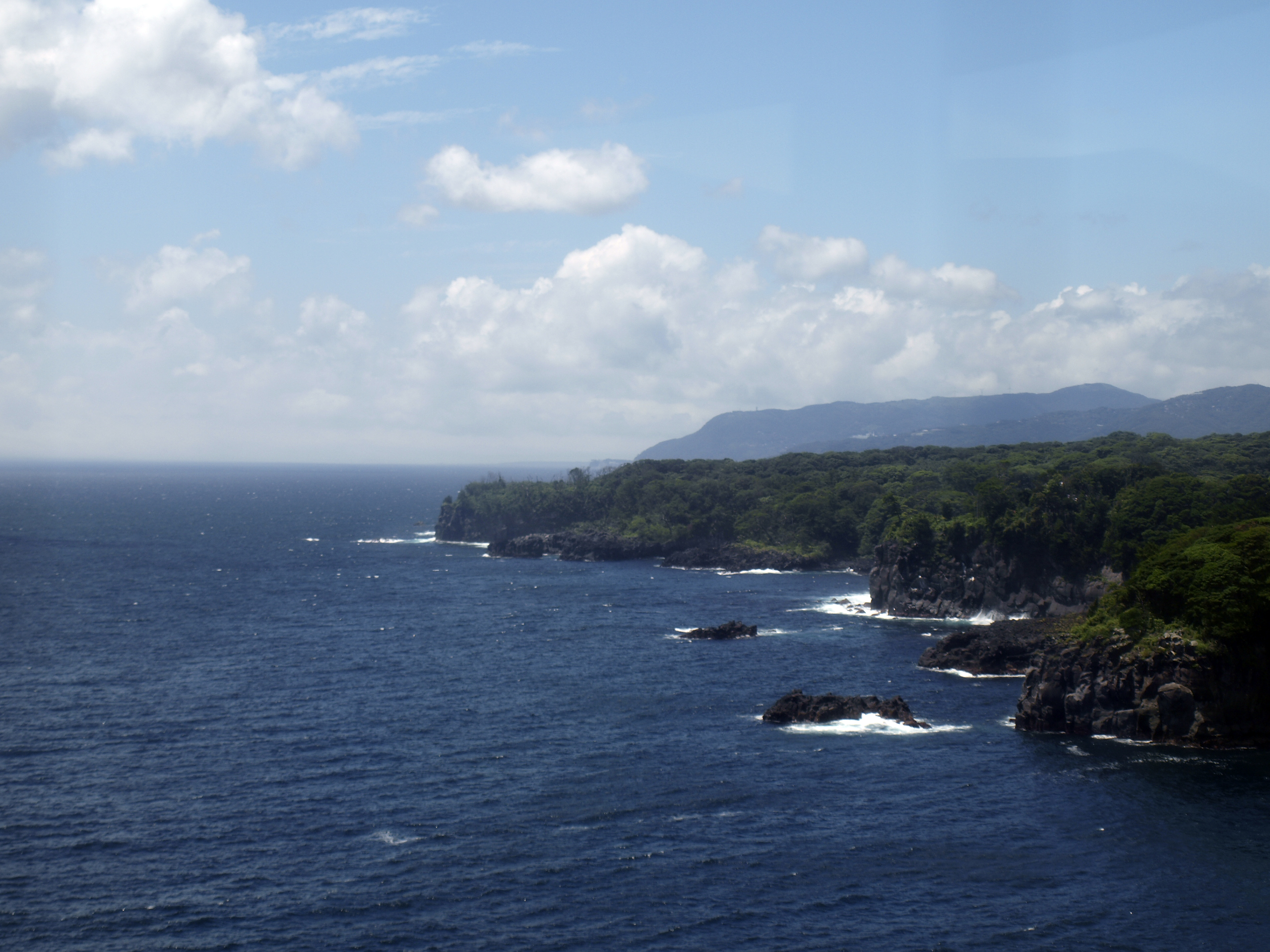
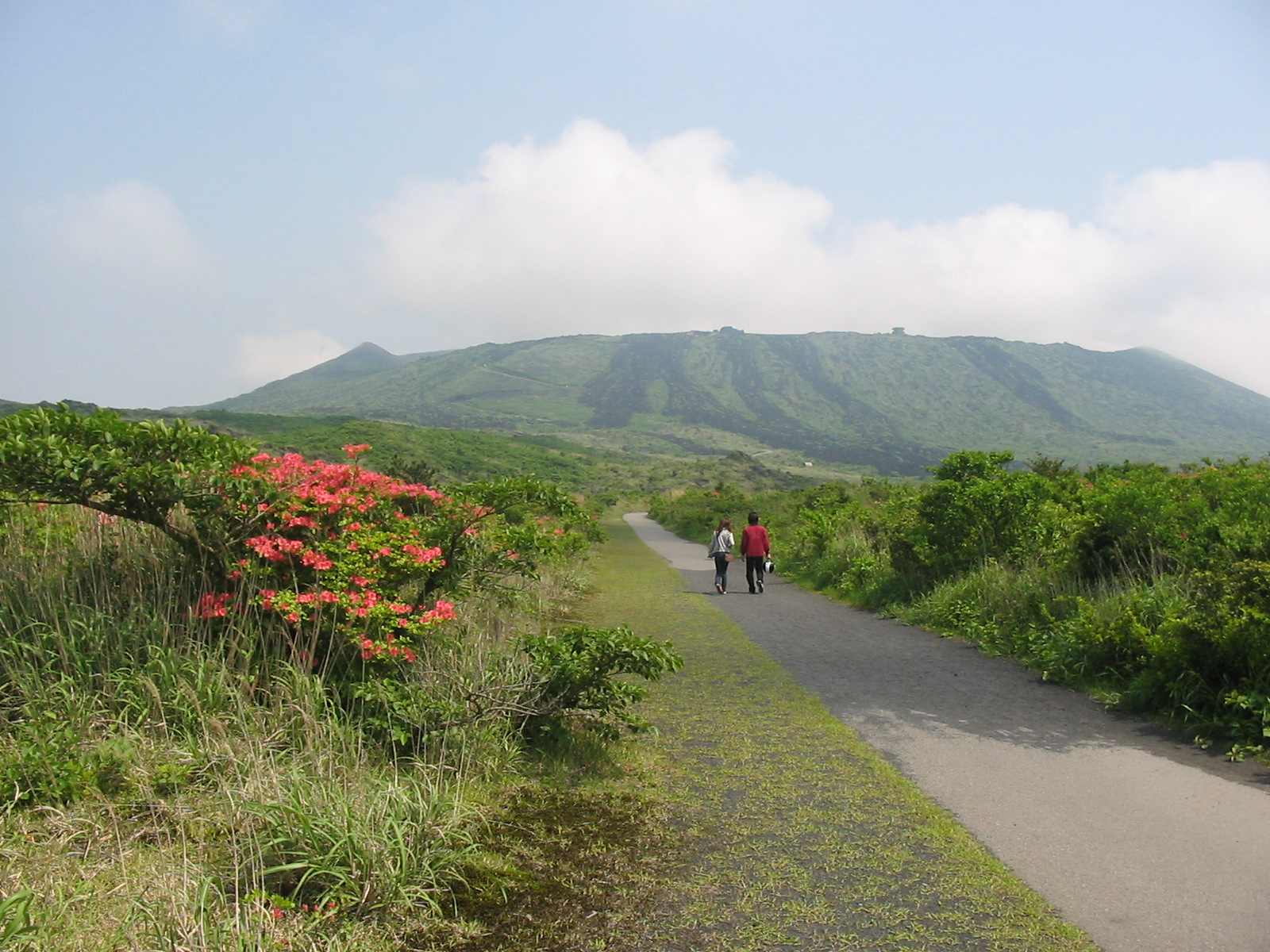
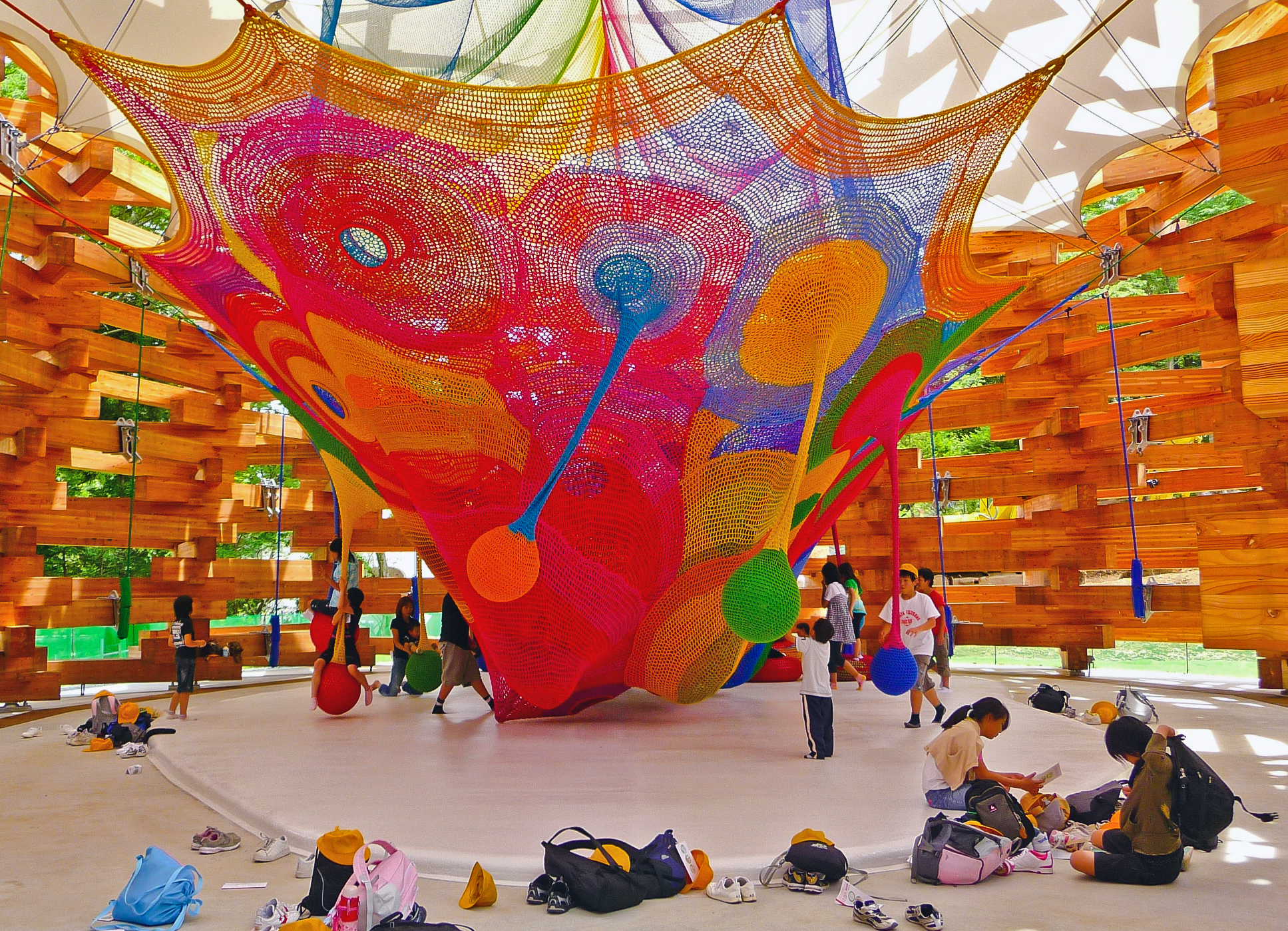